# هارون شارف
هارون شارف (بالإنجليزية: Aaron Scharf)‏ هو مؤرخ الفن أمريكي، ولد في 1922 في الولايات المتحدة، وتوفي في 1993.